# ディーン・グリーン
ロジャー・ディーン・グリーン（Rodger Dean Green、1989年6月30日 - ）は、アメリカ合衆国オクラホマ州タルサ出身の元プロ野球選手（内野手）。右投左打。

## 経歴

### プロ入りとタイガース傘下時代

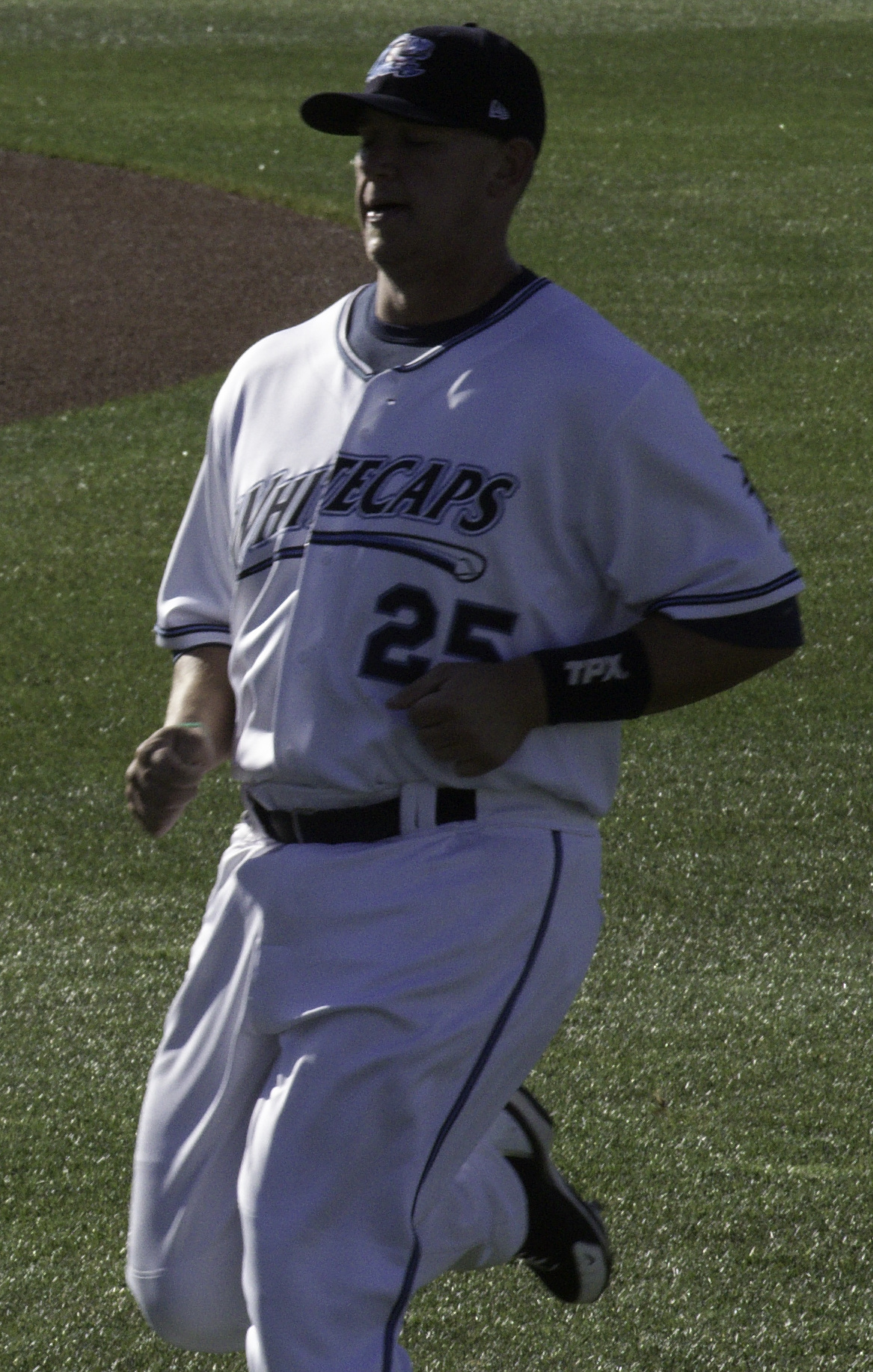
A級ウェストミシガン時代
(2012年5月9日)

2011年のMLBドラフト11巡目（全体347位）でデトロイト・タイガースから指名され、プロ入り。
2013年まではA級でプレーし、2014年にAA級エリー・シーウルブズに昇格。
2015年はAAA級トレド・マッドヘンズでシーズン開幕を迎えた。
2016年はAAA級、AA級で130試合に出場し、打率.296、23本塁打、108打点の成績を残した。

### ヤクルト時代
2016年11月14日に東京ヤクルトスワローズが獲得を発表した。
2017年は外国人枠の関係で開幕二軍スタートとなり、4月には左脹脛の肉離れを発症した。5月下旬に実戦復帰し、6月4日に一軍に昇格。その日の埼玉西武ライオンズ戦では5番一塁手で先発出場し、8回裏に同点タイムリーを記録した。その後は打率1割台と低迷。二軍では打率.301、本塁打14、打点45を記録したものの、一軍での出場は25試合にとどまった。シーズンオフに自由契約となった。

### ヤクルト退団後
2018年2月は独立リーグであるカナディアン・アメリカン・リーグのニュージャージー・ジャッカルズと契約した。55試合に出場し、打率.355、13本塁打、43打点の好成績を残し、7月31日にメキシカンリーグのティフアナ・ブルズと契約したが、1週間後の8月6日にリリースされた。8月16日にアメリカン・アソシエーションのスーシティ・エクスプローラーズと契約した。
2019年もスーシティ・エクスプローラーズと契約した。6月24日にリリースされた。7月2日にアトランティックリーグのサザンメリーランド・ブルークラブスと契約した。
2020年もサザンメリーランド・ブルークラブスと契約したが、COVID-19の影響でリーグ開催が中止されたため、試合に出場することなく退団した。この年限りで現役を引退。

### 現役引退後
引退後は、故郷のオクラホマ州にあるロジャース州立大学のアシスタントコーチを務めている。

## 選手としての特徴
パワーに定評がある。足は遅いが、ガッツ溢れるプレーを見せる。

## 詳細情報

### 年度別打撃成績
| 年 度     | 球 団     | 試 合 | 打 席 | 打 数 | 得 点 | 安 打 | 二 塁 打 | 三 塁 打 | 本 塁 打 | 塁 打 | 打 点 | 盗 塁 | 盗 塁 死 | 犠 打 | 犠 飛 | 四 球 | 敬 遠 | 死 球 | 三 振 | 併 殺 打 | 打 率 | 出 塁 率 | 長 打 率 | O P S |
| --------- | --------- | ----- | ----- | ----- | ----- | ----- | -------- | -------- | -------- | ----- | ----- | ----- | -------- | ----- | ----- | ----- | ----- | ----- | ----- | -------- | ----- | -------- | -------- | ----- |
| 2017      | ヤクルト  | 25    | 81    | 72    | 5     | 14    | 2        | 0        | 2        | 22    | 8     | 0     | 0        | 0     | 0     | 7     | 0     | 2     | 17    | 2        | .194  | .284     | .306     | .590  |
| 通算：1年 | 通算：1年 | 25    | 81    | 72    | 5     | 14    | 2        | 0        | 2        | 22    | 8     | 0     | 0        | 0     | 0     | 7     | 0     | 2     | 17    | 2        | .194  | .284     | .306     | .590  |

### 年度別守備成績
| 年 度 | 球 団    | 一塁  | 一塁  | 一塁  | 一塁  | 一塁  | 一塁     |
| 年 度 | 球 団    | 試 合 | 刺 殺 | 補 殺 | 失 策 | 併 殺 | 守 備 率 |
| ----- | -------- | ----- | ----- | ----- | ----- | ----- | -------- |
| 2017  | ヤクルト | 19    | 174   | 9     | 3     | 11    | .984     |
| 通算  | 通算     | 19    | 174   | 9     | 3     | 11    | .984     |

### 記録
NPB初記録
- 初出場・初先発出場：2017年6月4日、対埼玉西武ライオンズ3回戦（明治神宮野球場）5番・一塁手で先発出場
- 初打席：同上、2回裏にブライアン・ウルフから二ゴロ
- 初安打：同上、6回裏に武隈祥太から右安打
- 初打点：同上、8回裏に南川忠亮から中二塁適時打
- 初本塁打：2017年6月14日、対東北楽天ゴールデンイーグルス2回戦（明治神宮野球場）6回裏に安樂智大から右越ソロ

### 背番号
- 40 （2017年）